# Krzysztof Meyer: Piano Works vol. 2
Krzysztof Meyer: Piano Works vol. 2 (Piano Sonatas Nos. 4-6 / 6 Intermezzi) – album z recitalem polskiego pianisty Marka Szlezera, wydany przez oficynę Dux w kwietniu 2015. Zawiera fortepianowe nagrania sonat i miniatur współczesnego kompozytora Krzysztofa Meyera. Płytę nominowano do nagrody Fryderyk 2016 w kategorii Album Roku – Recital Solowy.

## Lista utworów

### IV Sonata fortepianowa op. 22 (1968)
- 1.	I Tesi	3:45
- 2.	II Interludio I	1:05
- 3.	III Movimento	3:23
- 4.	IV Interludio II	3:54
- 5.	V Canto	2:50
- 6.	VI Epilogo	2:44

### V Sonata fortepianowa op. 32 (1997) “Sonate des sons rayonnants”
- 7.	I Dolente	6:33
- 8.	II Prestissimo, furioso	2:50
- 9.	III Lento, monto cantabile	10:26
- 10.	IV Ossessivo	6:36

### VI Sonata fortepianowa op. 104 (2005) “Sonata breve”
- 11.	VI Sonata fortepianowa op. 104 | Piano Sonata No. 6 Op. 104 (2005) “Sonata breve”	15:52

### Sei Intermezzi op. 121 (2014)
- 12.	I Semplice, ma espressivo	3:06
- 13.	II Con moto	2:23
- 14.	III Con grazia ed intimissimo sentimento	4:47
- 15.	IV Delicatissimo	2:29
- 16.	V Lento	3:53
- 17.	VI Agitato	2:15